# Lutterbach
Lutterbach là một xã ở tỉnh Haut-Rhin trong vùng Grand Est ở đông bắc Pháp. Xã này có diện tích 8,56 km², dân số năm 1999 là 6103 người. Khu vực này có độ cao 244 mét trên mực nước biển.